# Bruno Lecluse
Bruno Lecluse, né le 21 janvier 1961 à Roubaix (Nord) est un journaliste français, président de chaînes de télévision.

## Biographie

### Famille et formation
Bruno Michel Étienne Marie Lecluse est né le 21 janvier 1961 à Roubaix du mariage de Marcel Lecluse, assureur, et de Noëlle Genevoise, infirmière.
Après des études secondaires au lycée Jean XXIII de Roubaix, il poursuit des études supérieures à l'université Lille 2. Il est diplômé de l'école de notariat de Lille.
Le 19 juin 1982, il épouse Marie Lepoutre, infirmière. De ce mariage, naissent trois garçons. En 2001, il est ordonné  diacre permanent pour le diocèse de Lille.

### Carrière professionnelle
En 1984, il fonde le réseau radiophonique Metropolys qui devient ensuite M40 (future RTL2) en janvier 1992 en fusionnant avec le réseau Maxximum.
Il présente également de février 1991 à juillet 1992 Eurotop Metropolys/FR3, une émission hebdomadaire de 52 minutes sur le programme national de FR3. 
En 1992, il fonde le réseau régional ROC FM pour Radio Œcuménique Chrétienne, qui est rebaptisé Metropolys le 24 décembre 2009. 
De 1995 à 1999, il est directeur général de Radio Notre-Dame à Paris, radio au sein de laquelle il développe une banque internationale de programmes (Afrique, Liban, Canada et outre-mer).
En 1999, le cardinal Lustiger crée la chaîne de télévision KTO : Bruno Lecluse en est le premier directeur général jusqu'en 2001 puis administrateur Jean-Michel di Falco Léandri le premier président ,,,.
En 2000, il produit le film Jean-Paul II en Terre Sainte.
En 2001, il crée et préside la chaîne Télé Melody. Au sein du groupe Melody, il crée de nouvelles chaînes : myZen.tv en 2008 et Grand Lille TV (chaîne gratuite de la TNT en région Lilloise) en 2009,.
En 2016, au moment du choix de la chaîne francilienne de la télévision numérique terrestre (TNT), le groupe Secom dont il est PDG s'associe au quotidien Le Figaro pour proposer un projet en concurrence de celui de Telif,.
Le financement des chaînes locales est un sujet récurrent. Fin 2016, Bruno Lecluse indique « Pour qu’une télé locale puisse gagner de l’argent, il faudrait qu’elle puisse compter sur des revenus publicitaires locaux, mais aussi nationaux » et « Les chaînes locales ont connu un développement schizophrène : leurs actionnaires [i.e la presse locale] ne voulaient pas trop les nourrir par peur qu’elles se développent et leur fassent de l’ombre ».
Fin 2018, Bruno Lecluse est président des deux chaînes de télévision Grand Lille TV et Grand Littoral TV (sur la Côte d'Opale). Il annonce qu'il va développer son groupe dans la production d'émissions.

## Distinctions
En 2004, Bruno Lecluse reçoit le prix de la diversité musicale du Syndicat interprofessionnel des radios et télévisions indépendantes. En 2008, il en intègre le bureau « en qualité de secrétaire pour assurer la représentation des télévisions indépendantes ».